# Cola lizae
Cola lizae é uma espécie de angiospérmica da família Sterculiaceae.
Apenas pode ser encontrada no Gabão.
Está ameaçada por perda de habitat.